# Marius Nottet
Marius Nottet, né le 11 février 1992 à Soignies (province de Hainaut), est un illustrateur et auteur de bande dessinée belge francophone également connu sous le pseudonyme de Marius.

## Biographie
Marius Nottet naît le 11 février 1992 à Soignies,. Il est le fils du prolifique auteur et illustrateur d'albums pour l'enfance Rascal. Il grandit aux côtés de son frère Lucas Nottet. Enfant Marius aime dessiner des histoires inventées par son frère Lucas qui mettent en scène une foule de héros dessinés en bulles et en cases.
Il fait ses études secondaires à l’Institut d’Art de Saint-Luc à Bruxelles et il obtient son certificat d'enseignement secondaire supérieur artistique. Puis, il se lance dans l’illustration jeunesse. Il dessine son premier album La Pièce d’or écrit par son père et publié par Pastel, L’École des loisirs en 2014. En 2017, il est lauréat d’une bourse de la Fédération Wallonie-Bruxelles - « Découverte ». L'année suivante, il écrit seul Au Firmament chez le même éditeur.
En 2020, il lance la série de bande dessinée jeunesse à vocation éducative Zack et Zoé, zététiciens en herbe sur des scénarios de Jean-Michel Abrassart publiés aux éditions Scepticisme Scientifique. Il dessine le premier volume Enquête au Loch Ness en 2018, il enchaîne l'année suivante avec le second opus La Mythologie chrétienne qui est préfacée par le vulgarisateur et enseignant Richard Monvoisin. La Fête de Noël est publié en 2020, tandis que Rencontre avec les extraterrestres arrive en librairie en 2021. Le cinquième opus Les Légendes urbaines surnaturelles est publié en 2023.
Il aime et pratique surtout le dessin direct dit « spontané ». Il avoue encore que pour ses mises en couleur, il utilise principalement l'aquarelle, le marqueur à alcool et Photoshop.

## Œuvres

### Albums de bande dessinée
Zack et Zoé, zététiciens en herbe
- 1. Enquête au Loch Ness, Scepticisme Scientifique, octobre 2018
Scénario : Jean-Michel Abrassart - Dessin et couleurs : Marius Nottet -  (ISBN 9782930891019),Noté troisième édition.
- 2. La Mythologie chrétienne, Scepticisme Scientifique, octobre 2019
Scénario : Jean-Michel Abrassart - Dessin et couleurs : Marius Nottet -  (ISBN 978-2-930891-02-6),Préface de Richard Monvoisin. Noté deuxième édition.
- 3. La Fête de Noël, Scepticisme Scientifique, avril 2020
Scénario : Jean-Michel Abrassart - Dessin et couleurs : Marius Nottet -  (ISBN 978-2-930891-03-3)
- 4. Rencontre avec les extraterrestres, Scepticisme Scientifique, juillet 2021
Scénario : Jean-Michel Abrassart - Dessin et couleurs : Marius Nottet -  (ISBN 978-2-930891-04-0)
- 5. Les Légendes urbaines surnaturelles, Scepticisme Scientifique, 18 mars 2023
Scénario : Jean-Michel Abrassart - Dessin et couleurs : Marius Nottet -  (ISBN 978-2-930891-07-1)

### Littérature jeunesse
- La Pièce d’or, texte de Rascal, illustration Marius, Pastel, L’École des loisirs, 19 mars 2014  (ISBN 9782211214421)
- Au Firmament, texte et dessin Marius, Pastel, L’École des loisirs, 21 février 2018  (ISBN 9782211232951).

#### Livres
: document utilisé comme source pour la rédaction de cet article.
- Pascale Eben et Karine Magis, Répertoire des auteurs et illustrateurs de livres pour l'enfance et la jeunesse en Wallonie et à Bruxelles, Bruxelles, Wallonie-Bruxelles International, 2014, 192 p., ill. ; 26 cm (ISBN 9782930758008 et 2930758007, OCLC 944278134, lire en ligne), p. 125.
- « Nottet Marius », dans Jeunes Pousses : Graines d’auteurs et d’illustrateurs de littérature de jeunesse à découvrir en Fédération Wallonie-Bruxelles, Bruxelles, Fédération Wallonie-Bruxelles, 2018, 26 p., PDF (lire en ligne), p. 18. .

#### Articles
- « Marius Nottet à la maternelle Herbinière-Lebert », L'Est républicain,‎ 14 mai 2019 (lire en ligne, consulté le 25 août 2023).

### Podcasts
- Marius, « Épisode #475: Comment parler de MMA en manga? (Marius Nottet) », Jean-Michel et Marius (le dessinateur de Zack et Zoé, zététiciens en herbe) discutent de All-Rounder Meguru, un manga à propos du MMA. On y discute d’arts martiaux mixtes, de mangas et de bullshido. [], sur scepticisme-scientifique.com, 7 septembre 2020 (consulté le 14 août 2023).

### Vidéographie
- [vidéo] « Rythmer un manga de baston : MMA - Mixed Martial Artists », sur YouTube